# Her Private Life
Her Private Life (en hangul, 그녀의 사생활; romanización revisada, Geunyeoui sasaenghwal), es una serie de televisión surcoreana, perteneciente al género de la comedia romántica, transmitida del 10 de abril del 2019 hasta el 30 de mayo del 2019 a través de TVN.
La serie está basada en el webtoon Noona Fan Dot Com de Kim Sung-yeon.

## Sinopsis
Sung Deok-mi es una talentosa curadora de arte y también en secreto una fanática de Si-an, un miembro del grupo idol llamado "White Ocean". Debido a su dedicación por Si-an, ha experimentado varias rupturas amorosas, prefiriendo ir a actividades de fangirl en lugar de salir con alguien.
Ryan Gold es un hombre individualista que en el pasado fue un pintor famoso. No le interesa la vida de los demás pero cuando se convierte en el nuevo director de la galería de arte donde Deok-mi trabaja, pronto comienza a interesarse en su pasión por el idol Si-an cuando descubre su secreto y poco a poco comienza a enamorarse de ella.

## Reparto

### Personajes principales[7]
- Park Min-young como Sung Deok-mi, es una talentosa curadora de una galería de arte que en secreto es una fan del ídolo Si-an, y dirige un sitio web de fanes en su tiempo libre.[8][9]
  - Park So-yi como Deok-mi de niña.[10]
- Kim Jae-wook como Ryan Gold / Huh Yoon-je, es el director de la galería de arte. Por lo general no está interesado en la vida de las demás personas, pero cuando conoce a Deok-mi comienza a sentir curiosidad por ella.[11][12]
- Ahn Bo-hyun como Nam Eun-gi, es un medallista olímpico que dirige un gimnasio de inducción de judo. Después de que su madre planeara abandonarlo en un hospital, Ko Young-sook, la madre de Deok-mi, lo adopta y lo cría junto a Deok-mi, quien lo considera como su familia. Luego de enterarse de que la relación de Deok-mi y Ryan es ficticia, se da cuenta de que está enamorado de ella.[13]
- Jung Jae-won (One) como Cha Si-an, un miembro del grupo idol "White Ocean". Es el miembro más popular y atractivo del grupo. Es el idol de Deok-mi, a quien sigue como fanática[14]

### Personajes recurrentes
- Park Jin-joo como Lee Sun-joo, es la mejor amiga de Deok-mi y la dueña de la cafetería dentro del museo de arte donde Deok-mi trabaja.
- Maeng Sang-hoon como Sung Geun-ho, el padre de Deok-mi.
- Kim Mi-kyung como Ko Young-sook, la madre de Deok-mi.
- Hong Seo-young como Choi Da-in, una artista en tendencia de "Monoart Gallery", y la excompañera de clase de Ryan.
- Kim Bo-ra como Cindy / Kim Hyo-jin, la hija del director de la galería de arte, una joven activa en el sitio de fanes, que toma fotos y videos de ídolos y los carga en un sitio web.[15][16]
- Seo Ye-hwa como Yoo Kyung-ah.[17]
- IN2IT como los miembros del grupo "White Ocean". 
  - Hyunwook
  - Inho
  - Inpyo
  - Jian

### Otros personajes
- Park Myung-shin como Nam Se-yeon.
- Im Ji-kyu como Kang Seung-min.
- Kim Sun-young como Uhm So-hye.
- Lee Il-hwa como Gong Eun-young, la madre de Cha Si-an.
- Yoo Yong Min como Joo Hyuk.
- Kim Young-ok como la abuela de Deok-mi.

### Apariciones especiales
- Lee Han-wi como Kim Moo-san, el esposo de Uhm So-hye (ep. #16).

## Música
| Año  | Intérprete | Canción | Notas |
| ---- | ---------- | ------- | ----- |
| 2019 | Lee Hae-ri | "Maybe" |       |

## Premios y nominaciones
| Año  | Categoría              | Premio                            | Nominado (a)   | Resultado |
| ---- | ---------------------- | --------------------------------- | -------------- | --------- |
| 2019 | Best Female Asian Star | StarHub Night of Stars 2019 Award | Park Min-young | Ganó      |
| 2019 | Best Male Asian Star   | StarHub Night of Stars 2019 Award | Kim Jae-wook   | Ganó      |
| 2019 | Best OST               | Korea Drama Award                 | Lee Hae-ri     | Nominada  |

## Producción
Originalmente el actor Lee Kyu-hyung, había sido elegido para interpretar el papel de Nam Eun-gi, el mejor amigo de Deok-mi, sin embargo poco después fue reemplazado por el actor Ahn Bo-hyun, luego de que Kyu-hyung tuviera que abandonar la serie debido a cuestiones personales. 
El 7 de marzo de 2019 se realizó la primera lectura del guion.